# Danh sách tiểu hành tinh: 21701–21800
| Tên                | Tên đầu tiên | Ngày phát hiện      | Nơi phát hiện                      | Người phát hiện    |
| ------------------ | ------------ | ------------------- | ---------------------------------- | ------------------ |
| 21701 Gabemendoza  | 1999 RP72    | 7 tháng 9 năm 1999  | Socorro                            | LINEAR             |
| 21702 Prisymendoza | 1999 RA73    | 7 tháng 9 năm 1999  | Socorro                            | LINEAR             |
| 21703 Shravanimikk | 1999 RM73    | 7 tháng 9 năm 1999  | Socorro                            | LINEAR             |
| 21704 Mikkilineni  | 1999 RD85    | 7 tháng 9 năm 1999  | Socorro                            | LINEAR             |
| 21705 Subinmin     | 1999 RA86    | 7 tháng 9 năm 1999  | Socorro                            | LINEAR             |
| 21706 Robminehart  | 1999 RM87    | 7 tháng 9 năm 1999  | Socorro                            | LINEAR             |
| 21707 Johnmoore    | 1999 RY88    | 7 tháng 9 năm 1999  | Socorro                            | LINEAR             |
| 21708 Mulhall      | 1999 RV90    | 7 tháng 9 năm 1999  | Socorro                            | LINEAR             |
| 21709 Sethmurray   | 1999 RK92    | 7 tháng 9 năm 1999  | Socorro                            | LINEAR             |
| 21710 Nijhawan     | 1999 RS92    | 7 tháng 9 năm 1999  | Socorro                            | LINEAR             |
| 21711 Wilfredwong  | 1999 RE95    | 7 tháng 9 năm 1999  | Socorro                            | LINEAR             |
| 21712 Obaid        | 1999 RL96    | 7 tháng 9 năm 1999  | Socorro                            | LINEAR             |
| 21713 Michaelolson | 1999 RW97    | 7 tháng 9 năm 1999  | Socorro                            | LINEAR             |
| 21714 Geoffreywoo  | 1999 RX109   | 8 tháng 9 năm 1999  | Socorro                            | LINEAR             |
| 21715 Palaniappan  | 1999 RA110   | 8 tháng 9 năm 1999  | Socorro                            | LINEAR             |
| 21716 Panchamia    | 1999 RX113   | 9 tháng 9 năm 1999  | Socorro                            | LINEAR             |
| 21717 Pang         | 1999 RO114   | 9 tháng 9 năm 1999  | Socorro                            | LINEAR             |
| 21718 Cheonghapark | 1999 RO115   | 9 tháng 9 năm 1999  | Socorro                            | LINEAR             |
| 21719 Pasricha     | 1999 RR115   | 9 tháng 9 năm 1999  | Socorro                            | LINEAR             |
| 21720 Pilishvili   | 1999 RQ119   | 9 tháng 9 năm 1999  | Socorro                            | LINEAR             |
| 21721 Feiniqu      | 1999 RY119   | 9 tháng 9 năm 1999  | Socorro                            | LINEAR             |
| 21722 Rambhia      | 1999 RX120   | 9 tháng 9 năm 1999  | Socorro                            | LINEAR             |
| 21723 Yinyinwu     | 1999 RT128   | 9 tháng 9 năm 1999  | Socorro                            | LINEAR             |
| 21724 Ratai        | 1999 RA132   | 9 tháng 9 năm 1999  | Socorro                            | LINEAR             |
| 21725 Zhongyuechen | 1999 RB132   | 9 tháng 9 năm 1999  | Socorro                            | LINEAR             |
| 21726 Rezvanian    | 1999 RB134   | 9 tháng 9 năm 1999  | Socorro                            | LINEAR             |
| 21727 Rhines       | 1999 RY135   | 9 tháng 9 năm 1999  | Socorro                            | LINEAR             |
| 21728 Zhuzhirui    | 1999 RH136   | 9 tháng 9 năm 1999  | Socorro                            | LINEAR             |
| 21729 Kimrichards  | 1999 RE137   | 9 tháng 9 năm 1999  | Socorro                            | LINEAR             |
| 21730 Ignaciorod   | 1999 RG138   | 9 tháng 9 năm 1999  | Socorro                            | LINEAR             |
| 21731 Zhuruochen   | 1999 RT142   | 9 tháng 9 năm 1999  | Socorro                            | LINEAR             |
| 21732 Rumery       | 1999 RW142   | 9 tháng 9 năm 1999  | Socorro                            | LINEAR             |
| 21733 Schlottmann  | 1999 RX145   | 9 tháng 9 năm 1999  | Socorro                            | LINEAR             |
| 21734 -            | 1999 RM146   | 9 tháng 9 năm 1999  | Socorro                            | LINEAR             |
| 21735 Nissaschmidt | 1999 RV146   | 9 tháng 9 năm 1999  | Socorro                            | LINEAR             |
| 21736 Samaschneid  | 1999 RW149   | 9 tháng 9 năm 1999  | Socorro                            | LINEAR             |
| 21737 Stephenshulz | 1999 RV151   | 9 tháng 9 năm 1999  | Socorro                            | LINEAR             |
| 21738 Schwank      | 1999 RB153   | 9 tháng 9 năm 1999  | Socorro                            | LINEAR             |
| 21739 Annekeschwob | 1999 RN157   | 9 tháng 9 năm 1999  | Socorro                            | LINEAR             |
| 21740 -            | 1999 RR159   | 9 tháng 9 năm 1999  | Socorro                            | LINEAR             |
| 21741 -            | 1999 RN162   | 9 tháng 9 năm 1999  | Socorro                            | LINEAR             |
| 21742 Rachaelscott | 1999 RU163   | 9 tháng 9 năm 1999  | Socorro                            | LINEAR             |
| 21743 Michaelsegal | 1999 RB164   | 9 tháng 9 năm 1999  | Socorro                            | LINEAR             |
| 21744 Meliselinger | 1999 RF168   | 9 tháng 9 năm 1999  | Socorro                            | LINEAR             |
| 21745 Shadfan      | 1999 RX168   | 9 tháng 9 năm 1999  | Socorro                            | LINEAR             |
| 21746 Carrieshaw   | 1999 RZ169   | 9 tháng 9 năm 1999  | Socorro                            | LINEAR             |
| 21747 Justsolomon  | 1999 RD170   | 9 tháng 9 năm 1999  | Socorro                            | LINEAR             |
| 21748 Srinivasan   | 1999 RH170   | 9 tháng 9 năm 1999  | Socorro                            | LINEAR             |
| 21749 -            | 1999 RM172   | 9 tháng 9 năm 1999  | Socorro                            | LINEAR             |
| 21750 Tartakahashi | 1999 RG173   | 9 tháng 9 năm 1999  | Socorro                            | LINEAR             |
| 21751 Jennytaylor  | 1999 RT176   | 9 tháng 9 năm 1999  | Socorro                            | LINEAR             |
| 21752 Johnthurmon  | 1999 RC179   | 9 tháng 9 năm 1999  | Socorro                            | LINEAR             |
| 21753 Trudel       | 1999 RJ180   | 9 tháng 9 năm 1999  | Socorro                            | LINEAR             |
| 21754 Tvaruzkova   | 1999 RZ183   | 9 tháng 9 năm 1999  | Socorro                            | LINEAR             |
| 21755 -            | 1999 RE190   | 10 tháng 9 năm 1999 | Socorro                            | LINEAR             |
| 21756 -            | 1999 RB192   | 13 tháng 9 năm 1999 | Socorro                            | LINEAR             |
| 21757 -            | 1999 RQ194   | 7 tháng 9 năm 1999  | Socorro                            | LINEAR             |
| 21758 Adrianveres  | 1999 RT196   | 8 tháng 9 năm 1999  | Socorro                            | LINEAR             |
| 21759 -            | 1999 RG197   | 8 tháng 9 năm 1999  | Socorro                            | LINEAR             |
| 21760 -            | 1999 RM199   | 8 tháng 9 năm 1999  | Socorro                            | LINEAR             |
| 21761 -            | 1999 RB201   | 8 tháng 9 năm 1999  | Socorro                            | LINEAR             |
| 21762 -            | 1999 RD201   | 8 tháng 9 năm 1999  | Socorro                            | LINEAR             |
| 21763 -            | 1999 RR201   | 8 tháng 9 năm 1999  | Socorro                            | LINEAR             |
| 21764 -            | 1999 RY205   | 8 tháng 9 năm 1999  | Socorro                            | LINEAR             |
| 21765 -            | 1999 RU206   | 8 tháng 9 năm 1999  | Socorro                            | LINEAR             |
| 21766 -            | 1999 RW208   | 8 tháng 9 năm 1999  | Socorro                            | LINEAR             |
| 21767 -            | 1999 RB209   | 8 tháng 9 năm 1999  | Socorro                            | LINEAR             |
| 21768 -            | 1999 RL210   | 8 tháng 9 năm 1999  | Socorro                            | LINEAR             |
| 21769 -            | 1999 RS210   | 8 tháng 9 năm 1999  | Socorro                            | LINEAR             |
| 21770 Wangyiran    | 1999 RF211   | 8 tháng 9 năm 1999  | Socorro                            | LINEAR             |
| 21771 -            | 1999 RQ211   | 8 tháng 9 năm 1999  | Socorro                            | LINEAR             |
| 21772 -            | 1999 RU211   | 8 tháng 9 năm 1999  | Socorro                            | LINEAR             |
| 21773 -            | 1999 RH216   | 7 tháng 9 năm 1999  | Socorro                            | LINEAR             |
| 21774 O'Brien      | 1999 RR217   | 3 tháng 9 năm 1999  | Anderson Mesa                      | LONEOS             |
| 21775 Tsiganis     | 1999 RC221   | 5 tháng 9 năm 1999  | Anderson Mesa                      | LONEOS             |
| 21776 Kryszczyńska | 1999 RE221   | 5 tháng 9 năm 1999  | Anderson Mesa                      | LONEOS             |
| 21777 -            | 1999 RS221   | 5 tháng 9 năm 1999  | Catalina                           | CSS                |
| 21778 Andrewarren  | 1999 RF225   | 7 tháng 9 năm 1999  | Socorro                            | LINEAR             |
| 21779 -            | 1999 RE231   | 8 tháng 9 năm 1999  | Catalina                           | CSS                |
| 21780 -            | 1999 RY237   | 8 tháng 9 năm 1999  | Catalina                           | CSS                |
| 21781 -            | 1999 RE239   | 8 tháng 9 năm 1999  | Catalina                           | CSS                |
| 21782 Davemcdonald | 1999 RV239   | 8 tháng 9 năm 1999  | Anderson Mesa                      | LONEOS             |
| 21783 -            | 1999 RR248   | 7 tháng 9 năm 1999  | Kitt Peak                          | Spacewatch         |
| 21784 -            | 1999 SO1     | 17 tháng 9 năm 1999 | Đài thiên văn Zvjezdarnica Višnjan | K. Korlević        |
| 21785 Méchain      | 1999 SS2     | 21 tháng 9 năm 1999 | Kleť                               | M. Tichý           |
| 21786 -            | 1999 SB4     | 29 tháng 9 năm 1999 | Đài thiên văn Zvjezdarnica Višnjan | K. Korlević        |
| 21787 -            | 1999 SG4     | 29 tháng 9 năm 1999 | Višnjan Observatory                | K. Korlević        |
| 21788 -            | 1999 SZ5     | 30 tháng 9 năm 1999 | Socorro                            | LINEAR             |
| 21789 Frankwasser  | 1999 SH7     | 29 tháng 9 năm 1999 | Socorro                            | LINEAR             |
| 21790 -            | 1999 SN7     | 29 tháng 9 năm 1999 | Socorro                            | LINEAR             |
| 21791 Mattweegman  | 1999 SR7     | 29 tháng 9 năm 1999 | Socorro                            | LINEAR             |
| 21792 -            | 1999 ST7     | 29 tháng 9 năm 1999 | Socorro                            | LINEAR             |
| 21793 -            | 1999 SG8     | 29 tháng 9 năm 1999 | Socorro                            | LINEAR             |
| 21794 -            | 1999 SK8     | 29 tháng 9 năm 1999 | Socorro                            | LINEAR             |
| 21795 Masi         | 1999 SN9     | 29 tháng 9 năm 1999 | Campo Catino                       | F. Mallia          |
| 21796 -            | 1999 SH11    | 30 tháng 9 năm 1999 | Catalina                           | CSS                |
| 21797 -            | 1999 SW11    | 30 tháng 9 năm 1999 | Catalina                           | CSS                |
| 21798 Mitchweegman | 1999 SZ16    | 30 tháng 9 năm 1999 | Socorro                            | LINEAR             |
| 21799 Ciociaria    | 1999 TP      | 1 tháng 10 năm 1999 | Campo Catino                       | F. Mallia, G. Masi |
| 21800 -            | 1999 TM1     | 1 tháng 10 năm 1999 | Đài thiên văn Zvjezdarnica Višnjan | K. Korlević        |